# キングジョージ (競走馬)
競走馬におけるキングジョージとは、
1. 1980年3月26日に生まれた、父ドラパル、母カネゼンコ（母の父ヘリオス）の日本の競走馬。G&J斉藤牧場生産のサラブレッド系種で、地方競馬で走ったものの重賞未勝利に終わった。キングジヨージ名義。通算成績29戦4勝[1]。
2. 日本の、1991年生まれの競走馬。本項にて記述。

キングジョージ（1991年5月23日 - 不明）は、日本の競走馬。主な勝ち鞍は1998年のアラブ大賞典。

## 経歴
1994年4月5日、園田競馬場第1競走アラ系4才でデビューし3着。2戦目で勝ち上がる。園田で5戦した後は水沢競馬場へ移籍。最初の水沢競馬場へは1996年1月4日まで在籍し通算11勝をあげた。その後は佐賀競馬へ移籍。佐賀競馬では6ヶ月ほど在籍し1着3回2着1回3着2回の成績を収めた。1997年1月からは荒尾競馬へ移籍。アラブ大賞典、荒尾・中津交流アラブグランプリ3着の実績を作った。その後は再び水沢競馬場へ戻り、4戦した後高崎競馬場へ移籍した。移籍後2戦目のアラブ大賞典にて1番人気のスケルトンダンディを下し重賞初制覇。鞍上は斎藤誠、勝ち時計は2分17秒5。1998年5月からは再び佐賀競馬へ移籍。しかし勝ち星をあげることはなく、そのまま中津競馬へ移籍。中津菊花賞2着の実績を作るも次走の周防灘賞（5着）を最後に競走馬登録を抹消され引退した。
引退後は種牡馬にはならずその後の動向は不明。

## 血統表
| キングジョージの血統                    | キングジョージの血統              | キングジョージの血統             | （血統表の出典）                 | （血統表の出典） |
| 父系                                    | ミルリーフ系（ネヴァーベンド系）  | ミルリーフ系（ネヴァーベンド系） | ミルリーフ系（ネヴァーベンド系） | [ § 2 ]          |
| 父 ミスタージヨージ Mr.George 鹿毛 1982 | 父の父サラ ミルジヨージ 鹿毛 1975 | Mill Reef                        | Never Bend                       | Never Bend       |
| 父 ミスタージヨージ Mr.George 鹿毛 1982 | 父の父サラ ミルジヨージ 鹿毛 1975 | Mill Reef                        | Milan Mill                       |                  |
| 父 ミスタージヨージ Mr.George 鹿毛 1982 | 父の父サラ ミルジヨージ 鹿毛 1975 | Miss Charisma                    | Ragusa                           | Ragusa           |
| 父 ミスタージヨージ Mr.George 鹿毛 1982 | 父の父サラ ミルジヨージ 鹿毛 1975 | Miss Charisma                    | マタテイナ                       |                  |
| 父 ミスタージヨージ Mr.George 鹿毛 1982 | 父の母ローレルカツプ 鹿毛 1966    | サラ ヘリオス                    | ブツフラー                       | ブツフラー       |
| 父 ミスタージヨージ Mr.George 鹿毛 1982 | 父の母ローレルカツプ 鹿毛 1966    | サラ ヘリオス                    | ミスハイペリオン                 |                  |
| 父 ミスタージヨージ Mr.George 鹿毛 1982 | 父の母ローレルカツプ 鹿毛 1966    | アラブ 伊達錦                    | イブンヂアド                     | イブンヂアド     |
| 父 ミスタージヨージ Mr.George 鹿毛 1982 | 父の母ローレルカツプ 鹿毛 1966    | アラブ 伊達錦                    | 緑林                             |                  |
| 母 キタノホーオン 栗毛 1988             | 母の父キタノトウザイ 栗毛 1976    | スカレー                         | エルシド                         | エルシド         |
| 母 キタノホーオン 栗毛 1988             | 母の父キタノトウザイ 栗毛 1976    | スカレー                         | トモスカツプ                     |                  |
| 母 キタノホーオン 栗毛 1988             | 母の父キタノトウザイ 栗毛 1976    | イナリトウザイ                   | サラ カリム                      | サラ カリム      |
| 母 キタノホーオン 栗毛 1988             | 母の父キタノトウザイ 栗毛 1976    | イナリトウザイ                   | タクマサル                       |                  |
| 母 キタノホーオン 栗毛 1988             | 母の母セントホーオン 鹿毛 1978    | タガミホマレ                     | ミネフジ                         | ミネフジ         |
| 母 キタノホーオン 栗毛 1988             | 母の母セントホーオン 鹿毛 1978    | タガミホマレ                     | バイオレツト                     |                  |
| 母 キタノホーオン 栗毛 1988             | 母の母セントホーオン 鹿毛 1978    | ナニワホーオン                   | リキスベビー                     | リキスベビー     |
| 母 キタノホーオン 栗毛 1988             | 母の母セントホーオン 鹿毛 1978    | ナニワホーオン                   | ホーオンスター                   |                  |
| 母系(F-No.)                             | 不明(FN:なし)                     | 不明(FN:なし)                    | 不明(FN:なし)                    | [ § 3 ]          |
| 5代内の近親交配                         | なし                              | なし                             | なし                             | [ § 4 ]          |
| 出典                                    | 1. 2. 3. 4.                       | 1. 2. 3. 4.                      | 1. 2. 3. 4.                      | 1. 2. 3. 4.      |